# Kris Vincken
Kris Vincken, né le 4 novembre 1977 à Opglabbeek, est un joueur de football belge qui évoluait comme arrière latéral. Il a joué toute sa carrière en Belgique, disputant près de 100 rencontres de première division et remportant une fois la Coupe de la Ligue.

## Carrière
Kris Vincken joue son premier match professionnel avec le Patro Eisden le 7 mai 1995, à l'occasion d'un match à domicile contre La Louvière. Il entame le match dans le onze de base et est remplacé au début de la seconde mi-temps. Il ne parvient pas à s'imposer dans le onze de base de l'équipe, ne jouant que trois parties de rencontres en 1995-1996 et neuf la saison suivante, dont trois titularisations. Malgré ce temps de jeu très limité, il est transféré durant l'été 1997 par le KFC Lommelse SK, un club de première division.
Il marque son premier but en match officiel lors de la première journée de compétition mais doit se contenter d'une place de remplaçant durant la première moitié de la saison. À partir du mois de février 1998, il reçoit la confiance de son entraîneur Walter Meeuws et ne quitte plus le onze de base de l'équipe. Le 7 mai, il joue la finale de la Coupe de la Ligue et la remporte, décrochant le premier trophée de sa carrière. Avec cette victoire, le club se qualifie pour la Coupe Intertoto 1998, dont il est éliminé au deuxième tour par le Werder Brême. En championnat, après une année tranquille, le club doit lutter pour son maintien durant la saison 1999-2000. En fin de compétition, le club termine dernier et est relégué en Division 2. Kris Vincken décide de rester fidèle au club et l'aide à remporter haut la main le titre de champion, synonyme de remontée directe parmi l'élite après une seule saison au niveau inférieur. L'équipe réalise également une excellente campagne en Coupe de Belgique, atteignant la finale de la compétition, ce qui n'était plus arrivé depuis trente ans à un club de deuxième division. Les joueurs lommelois doivent cependant s'incliner face au KVC Westerlo de Jan Ceulemans.
De retour au plus haut niveau national, le club dispute une saison à l'abri des places de relégable. Malheureusement, il est ensuite rattrapé par des problèmes financiers importants. En mars 2003, il doit cesser ses activités et tous les joueurs sont libérés de leur contrat. Kris Vincken part terminer la saison au K Bocholter VV, à la lutte pour le maintien en Division 3, en compagnie de ses coéquipiers Richard Culek, Daniel Scavone et Mirosław Waligóra. Avec l'aide de ces quatre anciens de Division 1, le club se sauve après les barrages.
Kris Vincken s'engage alors avec un autre club de troisième division, Overpelt-Lommel, nouveau nom d'Overpelt Fabriek après son déménagement dans les installations du KFC Lommelse SK. Il y reste une saison, conclue à la deuxième place suivie d'une élimination au tour final pour la montée en Division 2, et rejoint ensuite les rangs du Red Star Waasland, ambitieux club de deuxième division. Il commence la saison dans le onze de base mais se blesse sérieusement en mars 2005, ce qui le tient à l'écart des terrains jusqu'au terme de la saison. Il retrouve sa place de titulaire au début de la campagne suivante et la conserve jusqu'en décembre 2006. Il décide alors de quitter le club et s'engage avec le KS Kermt-Hasselt en janvier 2007. Le club est relégué en Promotion six mois plus tard. Il reste malgré tout au club et l'aide à retrouver la troisième division en 2009 via le tour final.
La montée acquise, Kris Vincken quitte Hasselt pour le KVK Wellen, actif en première provinciale limbourgeoise. En 2011, le club participe au tour final interprovincial pour remonter en Promotion mais échoue au premier tour contre le Standard Bièvre. Les deux années suivantes, il est battu au tour final provincial. En juin 2013, il quitte le club et rejoint le FC Herk-de-Stad, avec lequel il est également battu au tour final provincial en 2014. Il joue toujours pour ce club lors de la saison 2014-2015.

## Palmarès
- Vainqueur de la Coupe de la Ligue en 1998 avec le KFC Lommelse SK.
- Champion de Belgique de Division 2 en 2001 avec le KFC Lommelse SK.

## Statistiques
| Saison                | Club                  | Championnat           | Championnat | Championnat | Coupe nationale | Coupe nationale | Coupe de la Ligue | Coupe de la Ligue | Compétition(s) continentale(s) | Compétition(s) continentale(s) | Compétition(s) continentale(s) | Total | Total |
| Saison                | Club                  | Division              | M.          | B.          | M.              | B.              | M.                | B.                | Comp.                          | M.                             | B.                             | M.    | B.    |
| 1994-1995             | Patro Eisden          | Division 2            | 1           | 0           | 0               | 0               | 0                 | 0                 | -                              | 0                              | 0                              | 1     | 0     |
| 1995-1996             | Patro Eisden          | Division 2            | 3           | 0           | 0               | 0               | 0                 | 0                 | -                              | 0                              | 0                              | 3     | 0     |
| 1996-1997             | Patro Eisden          | Division 2            | 9           | 0           | 0               | 0               | 0                 | 0                 | -                              | 0                              | 0                              | 9     | 0     |
| Sous-total            | Sous-total            | Sous-total            | 13          | 0           | 0               | 0               | 0                 | 0                 | -                              | 0                              | 0                              | 13    | 0     |
| 1997-1998             | KFC Lommelse SK       | Division 1            | 21          | 1           | 1               | 0               | 5                 | 0                 | C4                             | 0                              | 0                              | 27    | 1     |
| 1998-1999             | KFC Lommelse SK       | Division 1            | 21          | 0           | 1               | 0               | 3                 | 0                 | C4                             | 3                              | 0                              | 28    | 0     |
| 1999-2000             | KFC Lommelse SK       | Division 1            | 25          | 0           | 2               | 0               | 0                 | 0                 | -                              | 0                              | 0                              | 27    | 0     |
| 2000-2001             | KFC Lommelse SK       | Division 2            | 30          | 0           | 5               | 0               | 0                 | 0                 | -                              | 0                              | 0                              | 35    | 0     |
| 2001-2002             | KFC Lommelse SK       | Division 1            | 18          | 0           | 0               | 0               | 0                 | 0                 | -                              | 0                              | 0                              | 18    | 0     |
| 2002-2003             | KFC Lommelse SK       | Division 1            | 12          | 0           | 2               | 0               | 0                 | 0                 | -                              | 0                              | 0                              | 14    | 0     |
| Sous-total            | Sous-total            | Sous-total            | 127         | 1           | 11              | 0               | 8                 | 0                 | -                              | 3                              | 0                              | 149   | 1     |
| 2002-2003             | K Bocholter VV        | Division 3            | 5           | 0           | 0               | 0               | 0                 | 0                 | -                              | 0                              | 0                              | 5     | 0     |
| Sous-total            | Sous-total            | Sous-total            | 5           | 0           | 0               | 0               | 0                 | 0                 | -                              | 0                              | 0                              | 5     | 0     |
| 2003-2004             | Overpelt-Lommel       | Division 3            | 24          | 0           | 0               | 0               | 0                 | 0                 | -                              | 0                              | 0                              | 24    | 0     |
| Sous-total            | Sous-total            | Sous-total            | 24          | 0           | 0               | 0               | 0                 | 0                 | -                              | 0                              | 0                              | 24    | 0     |
| 2004-2005             | RS Waasland           | Division 2            | 23          | 0           | 2               | 0               | 0                 | 0                 | -                              | 0                              | 0                              | 25    | 0     |
| 2005-2006             | RS Waasland           | Division 2            | 21          | 0           | 1               | 0               | 0                 | 0                 | -                              | 0                              | 0                              | 22    | 0     |
| 2006-2007             | RS Waasland           | Division 2            | 11          | 0           | 0               | 0               | 0                 | 0                 | -                              | 0                              | 0                              | 11    | 0     |
| Sous-total            | Sous-total            | Sous-total            | 55          | 0           | 3               | 0               | 0                 | 0                 | -                              | 0                              | 0                              | 58    | 0     |
| 2006-2007             | KS Kermt-Hasselt      | Division 3            | 10          | 0           | 0               | 0               | 0                 | 0                 | -                              | 0                              | 0                              | 10    | 0     |
| 2007-2008             | KS Kermt-Hasselt      | Promotion             | 26          | 0           | 2               | 0               | 0                 | 0                 | -                              | 0                              | 0                              | 28    | 0     |
| 2008-2009             | KS Kermt-Hasselt      | Promotion             | 25          | 0           | 4               | 0               | 0                 | 0                 | -                              | 0                              | 0                              | 29    | 0     |
| Sous-total            | Sous-total            | Sous-total            | 61          | 0           | 6               | 0               | 0                 | 0                 | -                              | 0                              | 0                              | 67    | 0     |
| 2009-2010             | KVK Wellen            | 1re prov.             | -           | -           | 0               | 0               | 0                 | 0                 | -                              | 0                              | 0                              | 0     | 0     |
| 2010-2011             | KVK Wellen            | 1re prov.             | -           | -           | 0               | 0               | 0                 | 0                 | -                              | 0                              | 0                              | 0     | 0     |
| 2011-2012             | KVK Wellen            | 1re prov.             | 31          | 0           | 0               | 0               | 0                 | 0                 | -                              | 0                              | 0                              | 31    | 0     |
| 2012-2013             | KVK Wellen            | 1re prov.             | 27          | 0           | 0               | 0               | 0                 | 0                 | -                              | 0                              | 0                              | 27    | 0     |
| Sous-total            | Sous-total            | Sous-total            | 58          | 0           | 0               | 0               | 0                 | 0                 | -                              | 0                              | 0                              | 58    | 0     |
| 2013-2014             | Herk-de-Stad FC       | 1re prov.             | 32          | 0           | 0               | 0               | 0                 | 0                 | -                              | 0                              | 0                              | 32    | 0     |
| 2014-2015             | Herk-de-Stad FC       | 1re prov.             | 17          | 0           | 0               | 0               | 0                 | 0                 | -                              | 0                              | 0                              | 17    | 0     |
| Sous-total            | Sous-total            | Sous-total            | 49          | 0           | 0               | 0               | 0                 | 0                 | -                              | 0                              | 0                              | 49    | 0     |
| Total sur la carrière | Total sur la carrière | Total sur la carrière | 392         | 1           | 20              | 0               | 8                 | 0                 | -                              | 3                              | 0                              | 423   | 1     |